# Canterbury (New Hampshire)
Canterbury è un comune degli Stati Uniti d'America, facente parte della contea di Merrimack nello Stato del New Hampshire.
Bertha Lindsay, l'ultima Shaker, morì nel villaggio di Canterbury il 3 ottobre 1990, determinando qui l'ufficiale estinzione del gruppo religioso degli Shakers, secondo quanto riportato da Massimo Introvigne e dalla rivista La Civiltà Cattolica.

## Monumenti e luoghi d'interesse
- Canterbury Shaker Village